# 木耳目
木耳目（Auriculariales）為真菌界的一個目。它包含了單一的科：木耳科。 